# Redistributive Politik
Als redistributive Politik wird eine Wirtschafts- oder Sozialpolitik verstanden, deren Staatsziel in der Umverteilung von Einkommen und Vermögen besteht. Pendant ist die distributive Politik.   

## Allgemeines
Die Politikwissenschaft erklärt, dass es bei der distributiven (lateinisch distribuire, „verteilen“) Politik um die (seltene) Möglichkeit geht, neue Leistungen oder Ressourcen verteilen zu können, ohne dass damit ein Umverteilungsprozess verbunden ist. Dabei werden die Leistungen und Ressourcen so verteilt, ohne dass eine andere gesellschaftliche Gruppe benachteiligt wird. Häufiger anzutreffen ist die auf Umverteilung angelegte redistributive Politik, wodurch einige Wirtschaftssubjekte begünstigt werden, während andere Wirtschaftssubjekte benachteiligt werden. 
Die Unterscheidung nach distributiver, redistributiver und regulativer Politik wurde von Theodore J. Lowi im Jahre 1964 eingeführt. Die regulative Politik wiederum will mit Geboten und Verboten, aber auch mit Anreizen, Vorbildfunktion oder moralischen Appellen ein bestimmtes Verhalten der Wirtschaftssubjekte sicherstellen.

## Inhalt
Klassische Elemente distributiver Politik sind etwa die Bereitstellung von Infrastruktur, Zuschüssen oder Befreiung von Steuerlasten. Politische Maßnahmen sind bei der redistributiven Politik auf eine Umverteilung ausgerichtet. Der Begriff „Umverteilung“ ist zunächst neutral, es kann also eine Umverteilung in Richtung größerer Gleichheit („von oben nach unten“) oder auch größerer Ungleichheit („von unten nach oben“) zwischen verschiedenen Bevölkerungsgruppen erfolgen. Umverteilung betrifft konkret die Einkommensverteilung und Vermögensverteilung. Typische Formen der redistributiven Politik sind progressive Steuern, Sozialtransfers oder die Rentenversicherung als Generationenvertrag. Insbesondere bei der Rentenversicherung wird ersichtlich, dass redistributive Politik nicht nur auf Armut und Reichtum, Bildungsnähe und Bildungsferne, sondern auch unterschiedliche Altersgruppen abzielt.

## Auswirkungen
Der Politiktyp regulativ, distributiv oder redistributiv bestimmt nicht nur den Entscheidungsprozess, sondern auch die Wahrscheinlichkeit der Implementierung und Akzeptanz. Während distributive Maßnahmen vergleichsweise leicht umzusetzen sind, stehen regulativen und redistributiven Maßnahmen häufig Hindernisse entgegen. Da redistributive Politik stets einige Gesellschaftsgruppen begünstigt und gleichzeitig andere benachteiligt, ist mit teilweise intensiven gesellschaftlichen Konflikten zu rechnen. Weil bei der Umverteilung einem Wirtschaftssubjekt nur das gegeben werden kann, was einem anderen genommen wurde, handelt es sich um ein Nullsummenspiel.